# ديف موسمان
ديف موسمان (بالإنجليزية: Dave Mossman)‏ هو لاعب كرة قدم بريطاني في مركز الوسط، ولد في 27 يوليو 1964 في شفيلد في المملكة المتحدة. لعب مع برادفورد سيتي وستوكبورت كونتي وشيفيلد وينزداي ونادي بوسطن يونايتد ونادي روتشديل ونادي لينكولن سيتي.